# Arum italicum
Il gìgaro chiaro (Arum italicum Mill., 1768) è una piccola pianta erbacea dei sottoboschi appartenente alla famiglia delle Aracee. Comunemente conosciuto come calla selvatica o pan di serpe, è una pianta erbacea velenosa che viene coltivata anche a scopo ornamentale in vaso e nelle aiuole del giardino.

## Etimologia
Il nome scientifico del genere (Arum) deriva dal greco Aron (ma anche, secondo altre etimologie, dall'ebraico “ar”); in entrambi i casi questi due termini significano “calore” e si riferisce al fatto che queste piante quando sono in piena fioritura emettono calore (caratteristica particolare del genere). L'epiteto specifico (italicum) si riferisce alle località dei primi ritrovamenti.
Il binomio scientifico attualmente accettato (Arum italicum) è stato proposto dal botanico scozzese Philip Miller (1691 – 1771) nella pubblicazione ”The Gardeners dictionary – Ottava edizione” del 1768.

## Descrizione
Sono piante alte dai 4 ai 30 cm. La caratteristica più interessante di questa specie è la particolare forma dell'infiorescenza: uno spadice racchiuso da una grande spata affusolata. La forma biologica è geofita rizomatosa (G rhiz) o anche “geofita tuberosa”, ossia sono piante perenni erbacee che portano le gemme in posizione sotterranea. Durante la stagione avversa non presentano organi aerei e le gemme si trovano in organi sotterranei chiamati rizomi o tuberi (radici sotterranee dalle quali, ogni anno, si dipartono radici secondarie e fusto aereo). 

### Radici
Le radici sono secondarie fascicolate da rizoma.

### Fusto

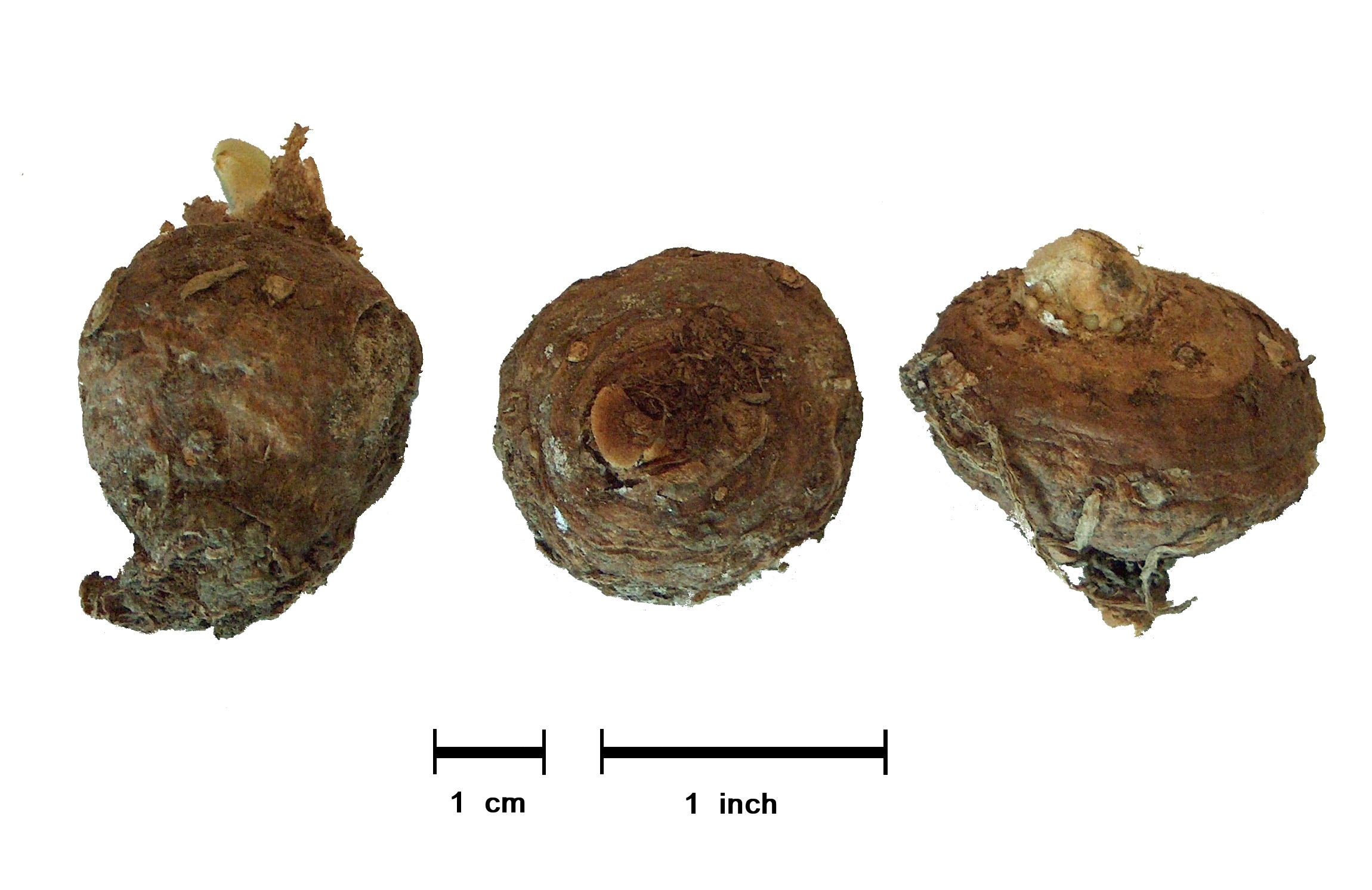
I bulbi

Il fusto è interamente compresso nel tubero, la parte epigea è composta interamente da foglie. 

### Foglie

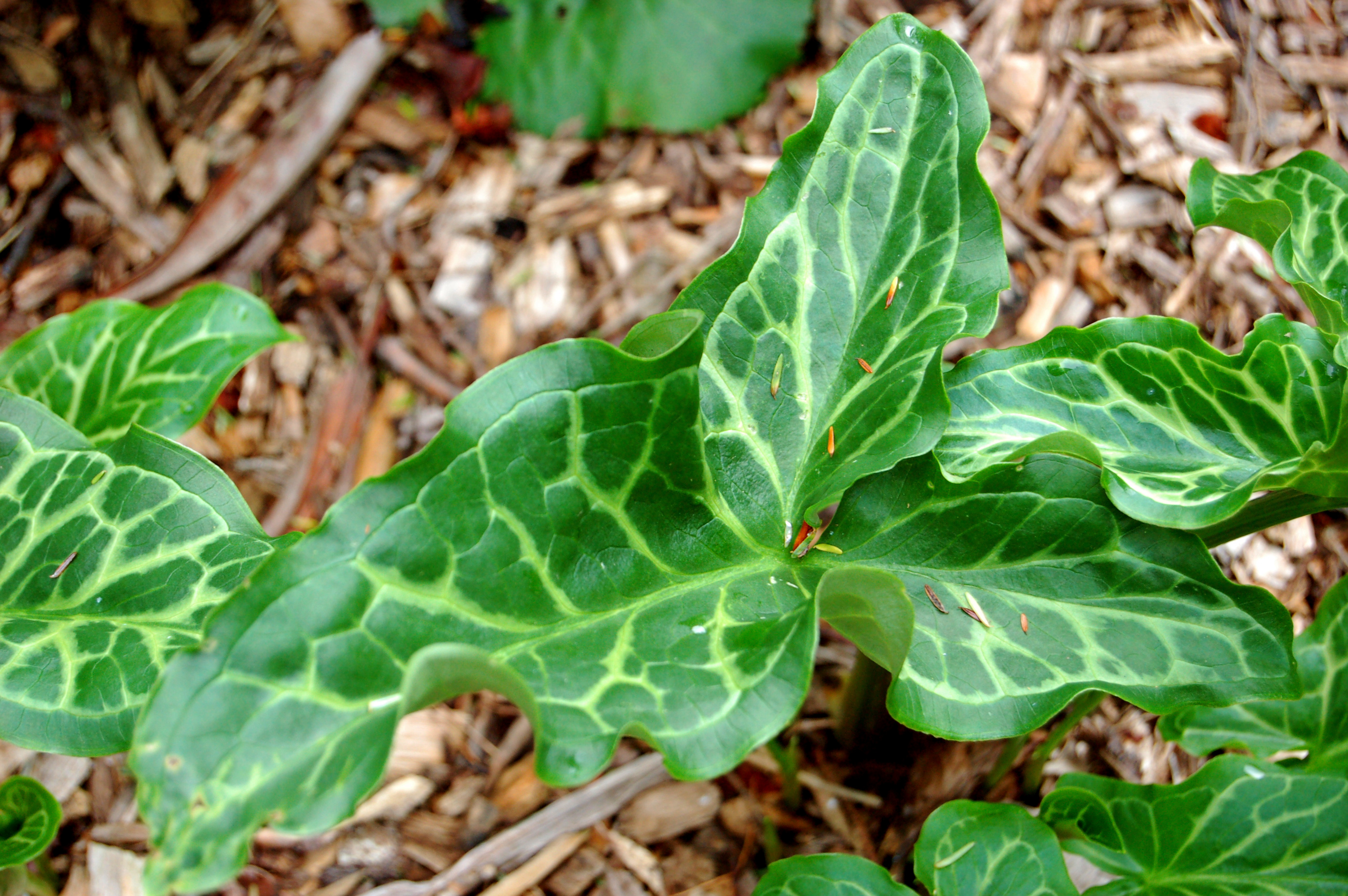
Le foglie

Le foglie (tutte radicali e a disposizione spiralata) sono grandi ed hanno la lamina intera a forma sagittata o astata con tre lobi. Il lobo apicale è lanceolato, mentre quelli basali sono divergenti. Il picciolo è lungo e sfumato di rossiccio. Le foglie si sviluppano in autunno (da luglio, fine fioritura, a settembre la pianta rimane sotto forma di tubero sotterraneo) e svernano in primavera. La superficie è percorsa da venature biancastre. Lunghezza del picciolo: 2 – 3 dm. Dimensioni della lamina: larghezza 7 – 22 cm; lunghezza 9 – 23 cm.
I parenchimi fogliari differenziano cloroplasti non solo nella lamina, ma anche nell'intero spessore del picciolo. Tuttavia, i cloroplasti differiscono per struttura e caratteristiche biochimiche a seconda del tessuto considerato. I cloroplasti dello strato più interno del picciolo si sviluppano infatti in condizioni di ombra estrema e contengono tilacoidi fortemente appressati e con antenne del Fotosistema II molto estese. La variegatura della lamina fogliare invece non è associata a speciali caratteristiche dei cloroplasti, ma è dovuta alla diversa organizzazione anatomica del tessuto a palizzata.

### Infiorescenza

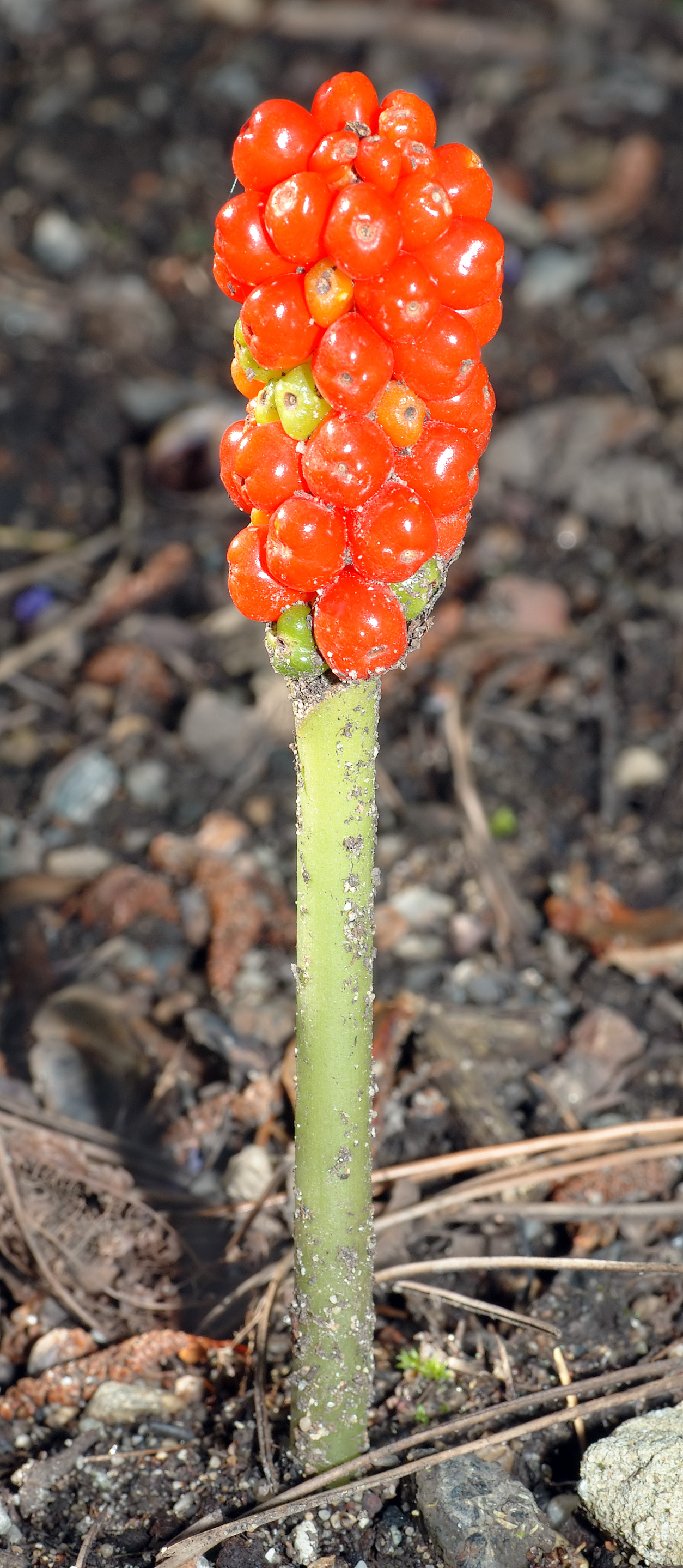
Infruttescenza

L'infiorescenza si compone di tanti piccoli fiori sessili; sono appressati gli uni sugli altri. Lo spadice (così si chiama questo tipo di infiorescenza) è lungo e giallo ed è avvolto da una grande spata convoluta di colore verde pallido (eventualmente arrossata ai bordi) e lunga il doppio dell'infiorescenza e con un tubo basale lungo circa 1/3 - 1/4 della spata; questa spata svolge la funzione vessillare e di protezione all'infiorescenza. L'apice dello spadice è una clava ingrossata di colore giallo-crema progressivamente assottigliata alla base. La disposizione dei fiori sessuali è in basso per quelli femminili (formano un glomerulo basale), mentre quelli maschili sono posti più in alto; in mezzo tra i fiori femminili e quelli maschili c'è una zona di fiori sterili. Sopra i fiori maschili, alla fine c'è un glomerulo sterile. Tra queste varie sezioni sono presenti delle estroflessioni setoliformi con il compito di trattenere gli insetti pronubi per favorire l'impollinazione.
Nella fase iniziale dello sviluppo dell'infiorescenza non c'è spazio per le estroflessioni; queste si sviluppano in seguito all'allungamento dell'asse dell'infiorescenza. Alcuni studi hanno cercato di capire se queste zone derivino dai fiori maschili o femminili abortiti, ma non si è arrivata a nessuna conclusione certa. Dimensione della spata: larghezza 5 – 9 cm; lunghezza 15 – 25 cm. Lunghezza del tubo: 4,5 – 5 cm. Lunghezza dello spadice: 7 – 9 cm.

### Fiore
In questi fiori il perianzio è di tipo sepaloide (gli elementi sono indifferenziati tra calice e corolla, ossia fiori di tipo apetalo) e unisessuali (pianta monoica: fiori maschili e femminili separati, ma sulla stessa pianta). Altri fiori sono sterili di tipo filamentoso nello stadio di antesi femminile. I fiori sono 5-ciclici (2 verticilli di tepali, 2 verticilli di stami e un verticillo del gineceo).
- Formula fiorale: per questa pianta viene indicata la seguente formula fiorale[11]:

* P 3+3, A 3+3, G (3) (supero)
- Perianzio: il perianzio è formato da due verticilli di tre tepali ciascuno.
- Androceo: gli stami sono 6 (tre interni e tre esterni).
- Gineceo: il gineceo è formato da tre carpelli saldati insieme con un ovario supero. Lo Stilo è sormontato da un unico stigma.
- Fioritura: in primavera, da marzo a maggio

### Frutti

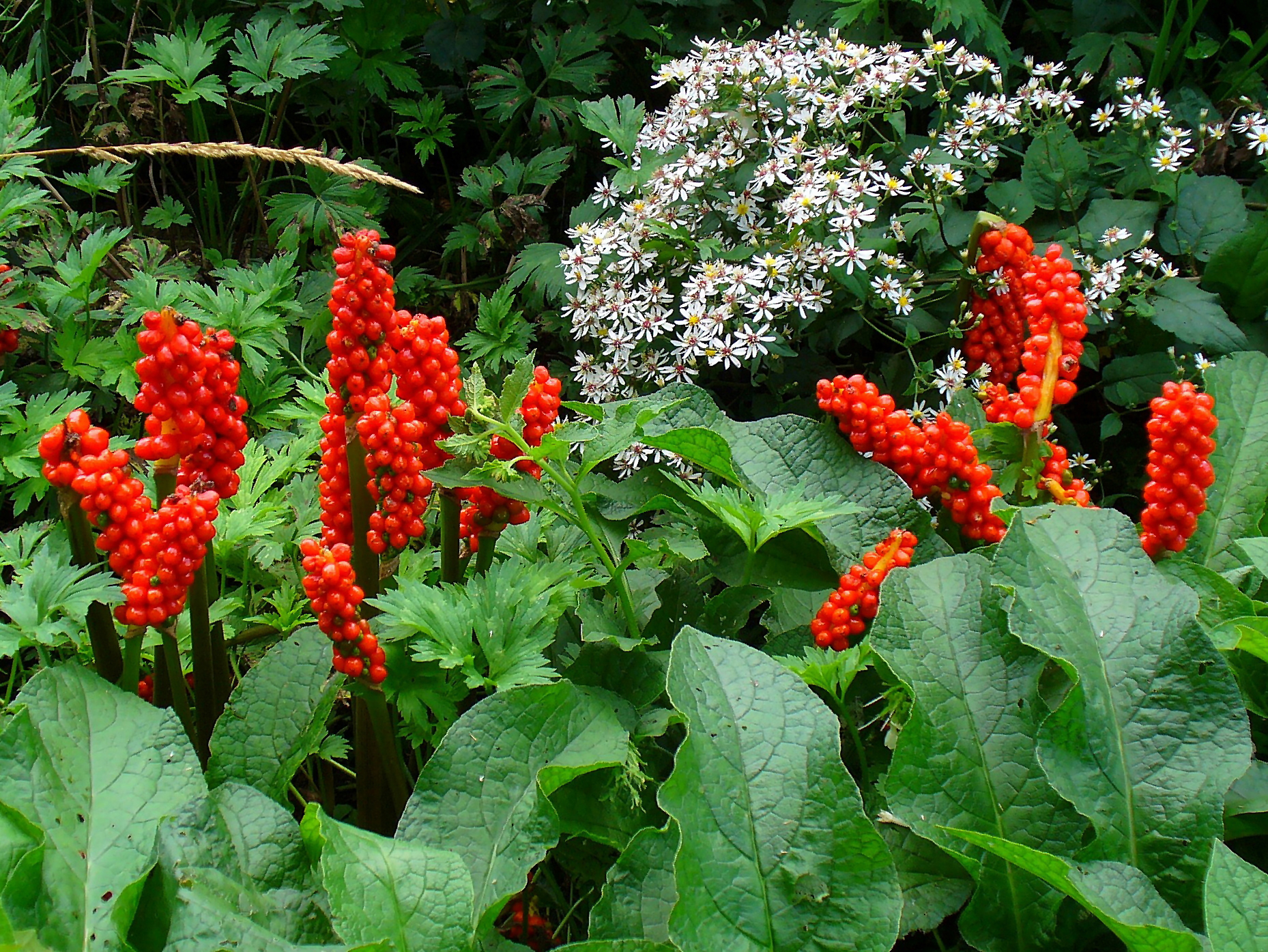
I frutti

I frutti sono delle bacche. Dopo la fecondazione la spata subisce un rapido avvizzimento e così si rendono visibili le bacche carnose di colore scarlatto. Infatti nei boschi è facile incontrare la pannocchia delle bacche isolate e senza altra vegetazione (le foglie) intorno. Il colore di queste bacche varia durante la loro maturazione: sono infatti color bianco-avorio nelle fasi iniziali di maturazione, quando ancora sono avvolte dalla spata; la successiva maturazione comprende una fase di inverdimento, a cui segue la transizione verso il giallo e poi il rosso. A livello cellulare, queste transizioni corrispondono alla conversione degli amiloplasti (stadio bianco-avorio) in cloroplasti (stadio verde) e, infine, in cromoplasti negli stadi giallo e rosso. La formazione di cromoplasti secondo la sequenza amiloplasto-cloroplasto-cromoplasto è piuttosto insolita. Nelle fasi che culminano allo stadio verde, la bacca sviluppa cloroplasti attivi nella fotosintesi, che successivamente vengono convertiti in cromoplasti, prima demolendo i tilacoidi (stadio giallo), poi aumentando la sintesi di carotenoidi (stadio rosso). Nella bacca sono attive le due vie di sintesi di carotenoidi "all trans", che portano alla luteina e all'auroxantina, e una via di sintesi di isomeri "cis" che porta alla cis-neoxantina. Durante la fase finale della maturazione, viene inibita la ciclizzazione dei carotenoidi e ciò porta all'accumulo di precursori come il licopene, di colore rosso.

## Biologia

Arum italicum in erbario

- Impollinazione: l'impollinazione è garantita soprattutto da diversi insetti (coleotteri, mosconi e altri piccoli insetti) in quanto pur non essendo piante nettarifere rilasciano comunque diverse sostanze zuccherine (impollinazione entomogama) ma anche odori molto sgradevoli, di putrefazione che attirano in modo particolare le mosche. In queste piante l'autoimpollinazione è evitata in quanto in ogni pianta i fiori femminili maturano prima di quelli maschili[14]. Alcuni studi[15] condotti su vari impollinatori hanno dimostrato che il successo riproduttivo (ma anche l'abbondanza della fruttificazione) è legato (almeno per le zone esaminate dallo studio – la Francia del sud) alla presenza di alcune specie di ditteri quali i Psychoda crassipenis della famiglia dei Psychodidae.
- Riproduzione: la fecondazione avviene tramite l'impollinazione dei fiori (vedi sopra).
- Dispersione: la dispersione dei semi avviene ad opera di uccelli e piccoli mammiferi favorita dal colore delle bacche

## Distribuzione e habitat

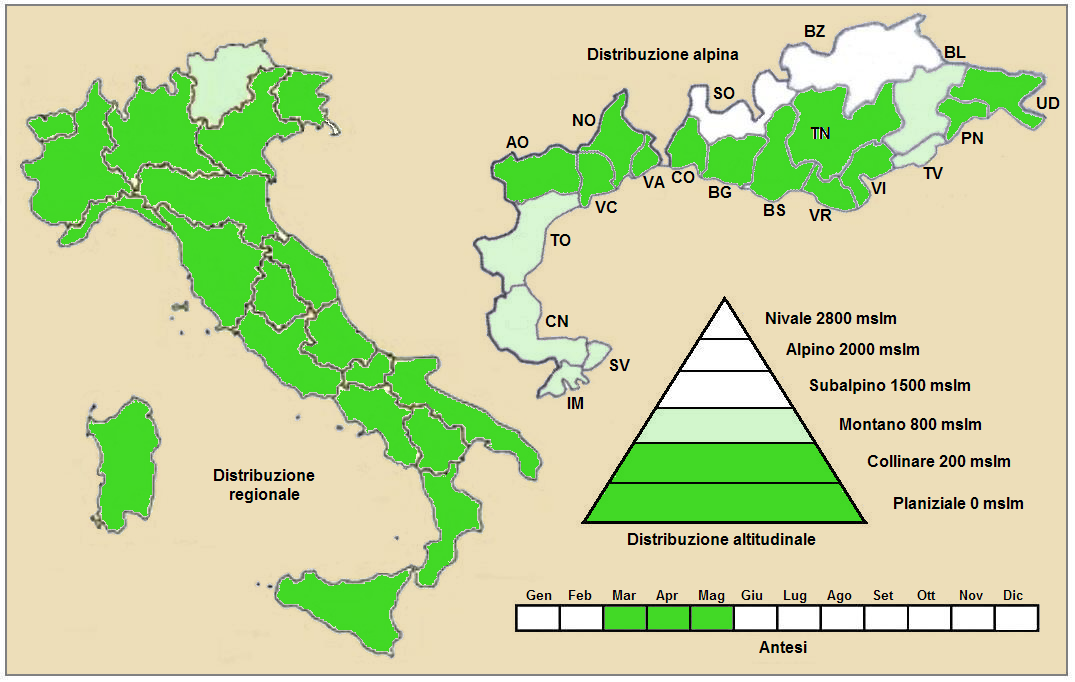
Distribuzione della pianta (Distribuzione regionale – Distribuzione alpina)

- Geoelemento: il tipo corologico (area di origine) è Steno - Mediterraneo.
- Distribuzione: è considerata specie rara ma presente su tutto il territorio italiano. Nelle Alpi italiane è presente soprattutto nelle province centrali. Fuori dall'Italia (sempre nelle Alpi) si trova in Francia (dipartimento delle Alpes-Maritimes), in Svizzera (Canton Ticino) e in Slovenia. Sugli altri rilievi europei si trova nel Massiccio Centrale, Pirenei e Monti Balcani. Questa pianta si trova anche in Africa del nord e in Asia temperata.
- Habitat: cresce preferibilmente in boschi ombrosi (pioppeti, ontaneti e frassineti) e umidi o lungo i fossi e i cigli delle strade, nelle macchie (arbusteti), radure e in vigneti e oliveti. È considerata anche una pianta sinantropa in quanto spesso si trova nei fossi vicino ai centri abitati, nelle concimaie o lungo le strade (a volte è coltivata)[5]. Il substrato preferito è sia calcareo che siliceo con pH neutro, alti valori nutrizionali del terreno che deve essere umido.
- Distribuzione altitudinale: sui rilievi queste piante si possono trovare fino a 800 m s.l.m. (raramente fino a 1300 m s.l.m.); frequentano quindi i seguenti piani vegetazionali: collinare e montano.

## Tassonomia
Il genere di questa pianta (Arum L.) comprende 25 specie delle quali cinque appartengono alla flora spontanea italiana.
Il numero cromosomico di A. italicum è: 2n = 84 (è quindi una pianta esaploide: 6 x n=14 – valore di base per il genere).

### Filogenesi
La famiglia delle Aracee pur essendo abbastanza eterogenea (da un punto di vista morfologico) è considerata monofiletica. All'interno di questa famiglia la specie di questa voce appartiene al subclade (associato al rango tassonomico di sottofamiglia) delle Aroideae Arn. (1832) (comprendente 73 generi oltre al genere Arum). All'interno della sottofamiglia questa specie è assegnata alla tribù delle Areae R. Br. ex Duby (1828).

### Variabilità
Il corredo cromosomico di questa pianta è esaploide (vedi il numero cromosomico più sopra). Viene considerata una specie polimorfa. La variabilità si evidenzia nei seguenti caratteri:
- le venature bianche delle foglie possono essere più o meno marcate;
- a volte (sempre nelle foglie) possono essere presenti delle macule porporino-nerastre (come nella specie simile A. maculatum);
- la divergenza dei lobi basali delle foglie può essere diversa;
- la colorazione della spata è variabile (può essere sfumata di rosso-violaceo).

Nell'elenco seguente sono indicate alcune sottospecie. L'elenco può non essere completo e alcuni nominativi sono considerati da altri autori dei sinonimi della specie principale o anche di altre specie. I nominativi contrassegnati da [FE] sono riconosciuti validi dalla Checklist dei Royal Botanic Garden Edinburgh; mentre [Kew] indica le varietà riconosciute valide dalla Checklist dei Kew Gardens:
- subsp. albispathum (Steven) Prime (1978) [FE][Kew]

(sinonimi: A. albispathum Steven - A. orientale M.Bieb. subsp. albispathum (Steven) Nyman)
- subsp. byzantinum (Blume) Nyman (1882) [FE]
- subsp. canariense (Webb & Berthel.) P.Boyce (1993)[Kew]
- subsp. italicum [FE][Kew]
- subsp. neglectum (F.Towns.) Prime (1961) [FE][Kew]

### Sinonimi
Questa entità ha avuto nel tempo diverse nomenclature. L'elenco che segue indica alcuni tra i sinonimi più frequenti:
- Arum albispathum Steven ex Ledeb.
- Arum divaricatum Dulac
- Arum facchinii Porta ex Hruby
- Arum majoricense Chodat
- Arum modicense Sprenger
- Arum numidicum Schott
- Arum ponticum Schott
- Arum provinciale Sommier ex Hruby.

### Specie simili
La specie Arum maculatum L. (Gigaro scuro) è molto simile al “Gigaro chiaro"; si differenzia in quanto la lamina delle foglie è maculata di rosso scuro e mediamente è una pianta più bassa. Lo spadice è violaceo. È da notare inoltre che la presenza di uno stadio di maturazione giallo differenzia ulteriormente l'italicum dal maculatum.

## Usi

### Farmacia
Tutta la pianta è velenosa; solo il contatto con la pelle provoca dermatiti. Si sono verificati casi di avvelenamento mortale in bambini attratti dalle sue bacche rosse da un sapore gradevolmente dolciastro, anche se difficilmente vengono ingerite in grande quantità, perchè causano rapidamente infiammazioni nel tratto oro faringeo con dolore intenso (descritto come "aghi nella gola").
La presenza di più principi tossici (acido ossalico e ossalato di calcio, varie saponine, un glicoside dell'acido cianidrico che si attiva con l'acqua) comportano la comparsa di vescicole sulle mucose con cui viene a contatto, abbondante salivazione, nausea e vomito, forti e dolenti crampi addominali, alterazioni più o meno severe di natura cardio circolatoria. Tali tossine sono termolabili, infatti in tempi di carestia le popolazioni contadine mangiavano i tuberi dopo averli cotti o essicati. Il consumo rimane comunque pericoloso.
La parte ipogea (il rizoma) di questa pianta, oltre ai principi tossici, contiene amido e grassi.
La pianta ha in genere un sapore acre di pepe. Nella medicina popolare un preparato, polverizzando i tuberi, veniva usato come antielmintico (elimina svariati tipi di vermi o elminti parassiti) e antireumatico (attenua i dolori dovuti all'infiammazione delle articolazioni).

## Altre notizie
- Questa pianta (e altre simili dello stesso genere) ha spesso interessato i botanici per la particolarità di trattenere (o catturare) i vari insetti pronubi finché non sia avvenuta la fecondazione degli ovuli. Gli insetti sono attirati dall'odore (nauseabondo per gli uomini) emanato dai fiori e da diverse sostanze zuccherine prodotte nelle zone di estroflessione dell'infiorescenza; ma anche dalla temperatura più elevata o attività “catabolica” (diversi gradi sopra quella ambientale: 5 – 10 °C, fino a 14 °C) prodotta all'interno dalla spata. L'innalzamento della temperatura è causata dalla intensa traspirazione dello spadice[25]. Alcuni ricercatori hanno anche riscontrato una forma “paraboloide dimetrica” per la spata (il fuoco in questa figura geometrica non è un punto ma una linea – l'infiorescenza appunto) in modo da convergere meglio i raggi solari; è da notare inoltre che la spata aperta è sempre rivolta a sud[26].